# Bắn tinh

Bắn tinh

Bắn tinh (tiếng Anh: cum shot) là hành vi xuất tinh ở người, thường là vào một người khác. Cụm từ "bắn tinh" được hiểu với ý nghĩa thô tục hơn "xuất tinh", thường xuất hiện trong các văn hóa phẩm khiêu dâm. Người bắn tinh có thể xuất tinh dịch lên vùng mặt, bộ phận sinh dục hay mông của bạn tình.

## Vấn đề sức khỏe

### Lây nhiễm bệnh
Bất cứ hành vi tình dục nào có tiếp xúc dịch cơ thể đều có khả năng gây các bệnh xã hội cho người thực hiện. Bản thân tinh dịch vô hại nếu chỉ ở bên ngoài da hoặc nuốt qua họng. Tuy nhiên, ở mỗi cơ thể người khác nhau, nó rất có thể sẽ mang theo các mầm bệnh lây nhiễm như HIV hay viêm gan.
Người thực hiện bắn tinh ít có nguy cơ bị nhiễm bệnh hơn người nhận vì tinh dịch có thể bắn vào niêm mạc hay những vùng da hở (do xây xát).

## Xem thêm

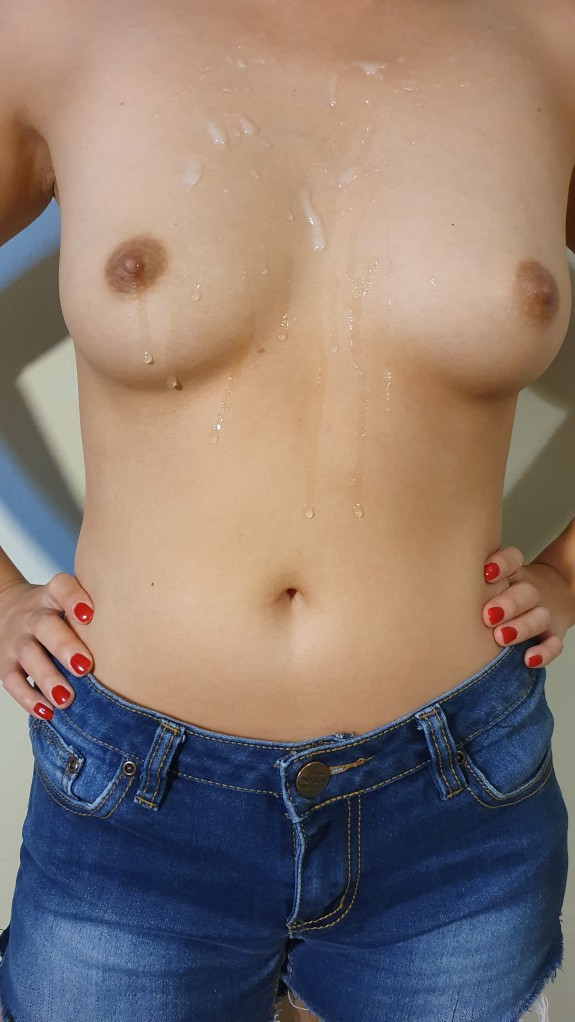
Hình ảnh một cô gái bị bắn tinh lên người